# Gafsza kormányzóság
Gafsza kormányzóság (arabul:  ولاية قفصة, korábbi átírás szerint: Gafsa kormányzóság)  egyike az 1956-ban létrehozott kormányzóságoknak Tunéziában. Fővárosa Gafsza.

## Fekvése
Tunézia középső részén található. Az évi középhőmérséklet 19,8 °C és a csapadék évi 48,9 mm.
- Körzetek: 11
- Önkormányzatok: 08
- Vidéki tanácsok: 09
- Falvak: 76

### Városok
- El Guettar
- El Ksar
- Gafsza
- Mdhila
- Métlaoui
- Moularès
- Redeyef
- Sened